# Hironori Nagamine
Hironori Nagamine (長峯 宏範 Nagamine Hironori?,  nacido el 12 de mayo de 1973 en Miyazaki) es un exfutbolista japonés. Jugaba de defensa y su último club fue el Kyoto Purple Sanga de Japón.

## Trayectoria

### Clubes
| Club               | País  | Año  |
| ------------------ | ----- | ---- |
| Kyoto Purple Sanga | Japón | 1996 |